# 通典
通典（つてん、中国語: 通典、拼音: Tōngdiǎn、ウェード式: T'ung-tien）は、唐の杜佑が著した、中国史上初めて形式が完備された政書であり、十通の一つである。全200巻に考証1巻が加わる。

## 成立
代宗の大暦元年（766年）から徳宗の貞元17年（801年）の三十余年をかけて編纂された。

## 内容
通典は黄帝と有虞氏（舜）の時代から唐の玄宗の天宝晩期に至るまでの法令制度を記録しており、特に唐代に関して詳述されている。以下の9篇は正史における「書」や「志」に記述された部分である。

### 構成
- 食貨 12巻
- 選挙 6巻
- 職官 22巻
- 礼 100巻
- 楽 7巻
- 兵 15巻
- 刑 8巻
- 州郡 14巻
- 辺防 16巻

## 影響
通典は典制体の政書の形式を確立して、後代の政書の編纂に極めて大きな影響を与えた。